# عبدالحق شفق
عبدالحق شفق (زادهٔ ۱۹۶۱ در ولسوالی سرپل، ولایت سرپل) سیاستمدار اهل افغانستان است. او از سال ۲۰۰۴ تا کنون والی/استاندار ولایت‌های فاریاب، دایکندی، سمنگان، سرپل (دو بار) و تخار بوده‌است. اکنون والی ولایت سرپل می‌باشد.

## زندگی‌نامه

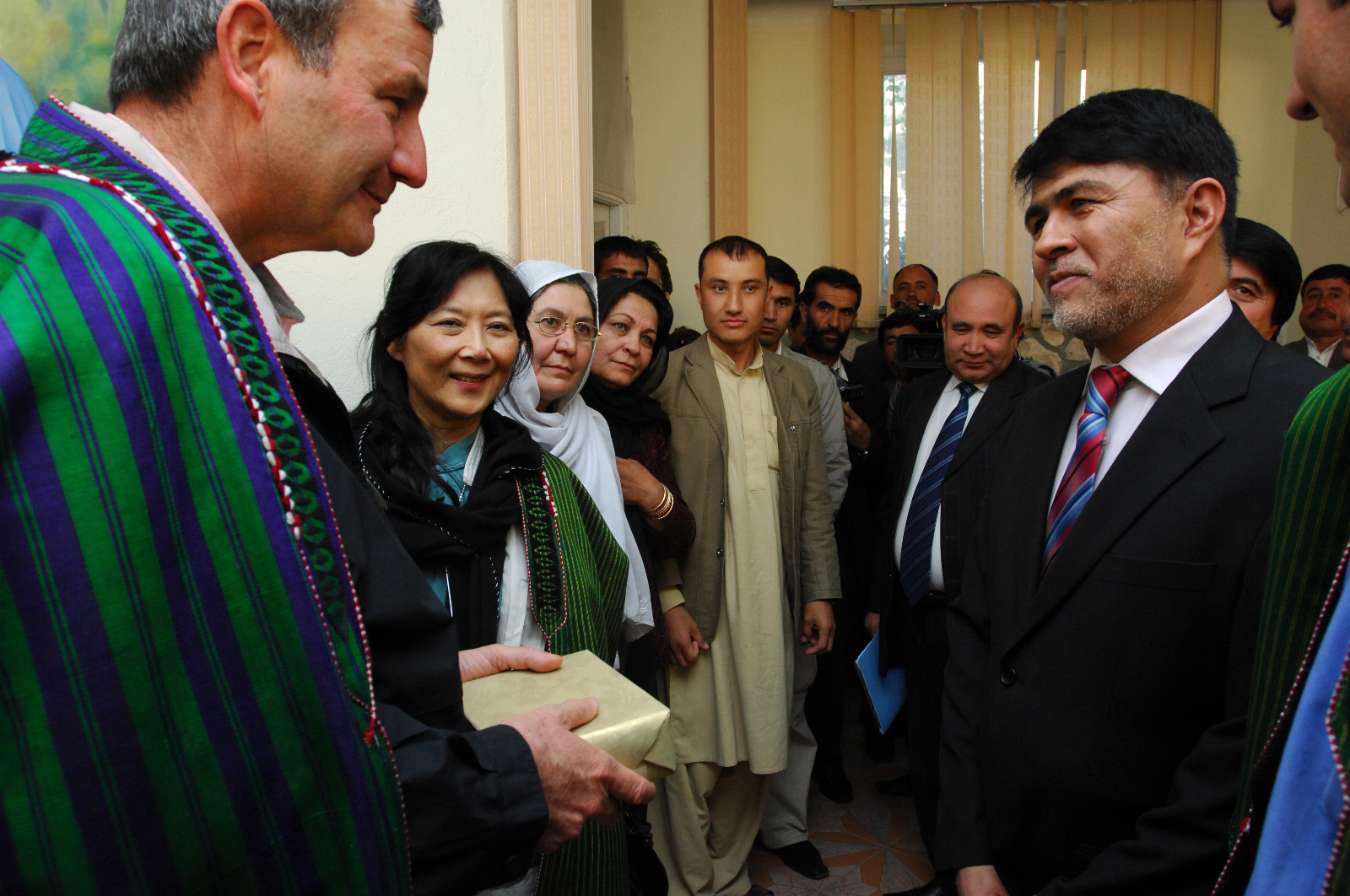
کارل آیکنبیری با عبدالحق شفق

عبدالحق شفق فرزند مُحب علی، متولد سال ۱۹۶۱(میلادی) در خانواده‌ای هزاره در قریهٔ چهارباغ مرکز ولایت سرپُل، افغانستان است. او در زمان جهاد (دههٔ ۱۳۶۰) یکی از مؤسسین حزب وحدت اسلامی افغانستان بوده، به عنوان سخنگو، بخش کمیته نظامی و بخش‌های فرهنگی و سیاسی این حزب وظیفه اجرا نموده‌است. عبدالحق شفق در زمان طالبان، در مزارشریف مرکز ولایت بلخ، در کنار جبههٔ مقاومت قرار داشت و در حال رفت‌وآمد به پاکستان و ایران بود. پس از سقوط حکومت طالبان، در اجلاس بُن اول در آلمان و لویه جرگه اضطراری در کابل شرکت کرده و در کمیسیون تصویب قانون اساسی، به عنوان منشی کمیته، وظیفه داشت. عبدالحق شفق از سال ۱۳۸۳ خورشیدی برای سه و نیم سال به عنوان والی ولایت سمنگان، بعداً تا سال ۱۳۹۱(خورشیدی) والی ولایت فاریاب و از ماه ثور سال ۱۳۹۲(خورشیدی) وی بعد از قربان‌علی اروزگانی به حیث والی ولایت دایکندی ایفای وظیفه می‌کرد.